# Нобелова награда за књижевност
Нобелова награда за књижевност је награда која се додељује од 1901. године особи (књижевнику или књижевници) која је, по речима Алфреда Нобела, „на пољу књижевности произвела најистакнутије дело у идеалистичком правцу”. Награду додељује Шведска академија. Награда подразумева златну медаљу, диплому и новчани износ од 10 милиона шведских круна.

## Историја
Алфред Нобел је имао широка културна интересовања. За књижевност се заинтересовао још у раној младости. Његову библиотеку чинио је богат и широк избор литературе на различитим језицима. Последњих година свог живота окушао се као писац и почео да пише белетристику. Књижевност је била четврта Нобелова награда која се спомиње у његовом тестаменту.
Нобелова награда за књижевност додељује се према последњој вољи Алфреда Нобела, коју је написао у свом тестаменту, 27. новембра 1895. у Паризу. У тестаменту је такође за доделу ове награде задужио Шведску академију. Први пут је додељена 1901. године, када је новоустановљеним признањем овенчан француски књижевник Сили Придом.
Четири пута је награда подељена је између двоје књижевника:
- 1904. награду су поделили	француски књижевник Фредерик Мистрал и шпански књижевник Хосе Ечегарај и Еизагире
- 1917. награду су поделили дански писци Карл Адолф Гјелеруп и Хенрик Понтопидан
- 1966. награду су поделили израелски писац Шмуел Јосиф Агнон и немачка књижевница јеврејског порекла Нели Закс
- 1974. награду су поделили шведски књижевници Ејвинд Јонсон и Хари Мартинсон

Нобелова награда за књижевност није додељена у седам наврата, углавном током Првог и Другог светског рата: 1914, 1918, 1935, 1940, 1941, 1942. и 1943. године. Према статуту Нобелове фондације, уколико се награда једне године не додели „новчана награда ће бити резервисана до следеће године. Ако чак ни тада награда не може бити додељена, износ ће се додати ограниченим средствима Фондације”.

### Занимљивости
- Најмлађи лауреат за Нобелову награду за књижевност био је енглески писац Радјард Киплинг. Када му је додељена 1907. имао је 41 годину.
- Најстарији лауреат била је британска књижевница Дорис Лесинг. Када је добила награду имала је 88 година.
- Нобелова награду за књижевност једном је додељена постхумно, шведском песнику Ерику Акселу Карлфелдт 1931. године, пошто ју је одбио 1918. јер је тада вршио дужност секретара Шведске академије, која награду додељује.[8]

До 2023. године награду је добило 118 књижевника, од чега су 102 лауреата били мушкарци и само 17 жена. Прва жена која је добила ову награду је шведска књижевница Селма Лагерлеф 1909.
У читавој историји награде само двојица добитника одбила је ово признање.
- Руски књижевник Борис Пастернак био је приморан да 1958. године, под притиском владе Совјетског Савеза, награду јавно одбије.
- Жан-Пол Сартр је 1964. године ставио до знања да не жели да прихвати Нобелову награду за књижевност, пошто је у прошлости доследно одбијао све званичне почасти.

Како Нобелов комитет не признаје одбијања награде, Пастернак и Сартр се ипак налазе на листи добитника Нобелове награде за књижевност.